# Архістратиг Михаїл (Кущ)
Архістратиг Михаїл — скульптура роботи Анатолія Куща. Встановлена 2002 року в Києві на Майдані Незалежності.

## Опис
Архистратиг Михаїл вважається небесним покровителем Києва. Його зображення присутнє на гербі міста. Майдан Незалежності є головною площею не лише столиці, а й усієї України. Пам'ятник Архангелу Михаїлу розташовано на Лядських воротах, височіючи над усім містом він ніби охороняє його від ворога.
Скульптура виділяється серед усіх пам'яток площі епічним виконанням, навіть дещо помпезним, розкішним. Даний монумент постає в образі архистратига з піднятим догори мечем охопленого полум'ям, в іншій руці позолочений щит. Фігура сильного, кремезного, мужнього, м'язистого чоловіка з великими розправленими крилами, у важкому довгому плащі — втілення істини захисту і боротьби добра проти зла. На юному обличчі ледь помітна посмішка, риси на диво ясні, ідеальні. Фігуру виконано з бронзи, чорним кольором з позолоченими частинами. Над головою зображений німб, що надає силуету ще більшу божественність. Твір виконано з безліччю дрібних деталей, стилізованих елементів в стилі бароко.

## Сприйняття
Раніше на Майдані, перед входом в Головпоштамт стояла інша скульптура роботи Г. Куровського. Наразі на цьому місці розташовано постамент з глобусом. У 2001 році було прийнято рішення замінити скульптуру на значнішу, її прибрали з площі та подарували Донецьку.
Щодо витвору Куща несхвально висловлювався Леонід Черновецький. Справжню обструкцію скульптури Архистратига також влаштувала УПЦ МП. Зокрема тодішній представник цієї парафії, Андрій Коваль, висловився що скульптура мала б виглядати хилим гермафродитом.
Скульптура критикувалась зокрема за виконання у чорному кольорі, так як ангели (у тому числі архангели) у християнстві зображаються білими, а чорним на фресках і розписах у церквах зображається Сатана та біси.
Сам скульптор на вигуки недоброзичливців відповів заявою:

| «Що стосується архістратига Михаїла, то всі розмови про його заміну — лише розмови. Церква була в претензії, що він занадто мужній, м'язистий, неканонічний. Але він же є архістратиг - надфельдмаршал, він не може бути сопливим! А чорним він виглядає через зайву позолоту — вона відтіняє бронзу. В принципі, я попереджав про це. Потрібно було або давати золота по мінімуму, або золотити повністю, що не пізно зробити і зараз. З іншого боку, святий Володимир не став менш святим від того, що бронза на його пам'ятнику давно почорніла.»[3] |